# Grafenthalerbach
Der Grafenthalerbach ist ein Mittelgebirgsbach im Pfälzerwald und ein rechter Nebenfluss des Otterbachs im rheinland-pfälzischen Landkreis Kaiserslautern, der mit 4,8 Kilometern Länge zugleich dessen längster Zufluss ist.

## Geographie

### Verlauf
Der Grafenthalerbach entspringt auf einer Höhe von 367 m ü. NHN mitten im Otterberger Wald im Norden der Stadtgemarkung von Otterberg am Osthang des 388 m ü. NHN hohen Andreasbergs; südlich erstreckt sich der Bruchberg (380 m ü. NHN). Etwas weiter nördlich der Quelle befindet sich der Menhir von Otterberg. 
Er fließt zunächst in die südwestliche Richtung. Dabei passiert er unter anderem das Gelände des 1977 abgerissenen Grafenthaler Hofs, das mit dem Ritterstein 291 markiert ist, und fließt zwischen dem 367,1 m ü. NHN hohen Heiligenmoscheler Berg im Osten sowie dem Knieberg im Westen. Nach rund zwei Kilometern ändert sich die Fließrichtung nach Südsüdosten und nach einem weiteren Kilometer erreicht er das Siedlungsgebiet der Stadt, wo er innerhalb des Werksgeländes von Ideal Automotive und dem Bereich des denkmalgeschützten Gebäudes der Verwaltung der Verbandsgemeinde Otterbach-Otterberg verrohrt ist. 
Danach kommt der Bach wieder hervor und mündet schließlich kurze Zeit später  auf einer Höhe von 242 m ü. NHN von rechts in den Otterbach. Sein insgesamt etwa 4,8 km langer Lauf endet ungefähr 125 Höhenmeter unterhalb seiner Quelle, er hat somit ein mittleres Sohlgefälle von etwa 26 ‰.

### Zuflüsse
- Aschendell (rechts), 0,8 km, 0,4 km²
- Lauertal/bach (rechts), 1,7 km, 0,97 km²

## Verkehr
Im Mittellauf führt die Landesstraße 382 parallel zum Grafenthaler Bach.